# Váci Mihály-díj
A Váci Mihály-díjat a Szabolcs-Szatmár Megyei Tanács alapította Váci Mihály halála (1970) után néhány évvel, 1977-ben. A díj alapításakor az volt a szándék, hogy a díjat olyan költő vagy író kapja, aki alkotásaival a nemzeti összefogás eszméjét hirdeti és az elesettek, szegények igazát képviseli, aki valóban a "szegények énekese". A rendszerváltozás után a díj fölötti rendelkezést a Szabolcs-Szatmár-Bereg megyei Önkormányzat vette át, majd az Önkormányzat ezt a jogot az erre külön létrehozott kuratóriumnak adta át. A kuratóriumot jelenleg Baranyi Ferenc Kossuth-díjas költő vezeti, a díjra a Váci Mihály Irodalmi Kör tesz javaslatot. A Váci Mihályt ábrázoló bronz-plakettet Szemeri György szobrászművész készítette. A díjhoz pénzjutalom is jár.

## Kitüntetettek
- Balázs József (1978)
- Ratkó József (1979)
- Huszár István (1980)
- Tarczai Zoltán (1981)
- Erdős Jenő (1984)
- Körber Tivadarné (1986)
- Dancs Lajos (1986)
- Antal Miklós (1988)
- Barcs János (2008)
- Halász Imre (2008)
- Ladányi András (2009)
- Madár János (2009)
- Ötvös László (2010)
- Fazekas István (2010)
- Góg János (2014)
- Hanácsek Erzsébet (2014)
- Katona Mária (2022)